# Тијен Жјанг
Тијен Жјанг (виј. Tien Giang) је једна од 58 покрајина Вијетнама. Налази се у региону Делта Меконга. Заузима површину од 2.484,2 km². Према попису становништва из 2009. у покрајини је живело 1.672.271 становника. Главни град је Mỹ Tho.